# 소피 스튜어트
소피 스튜어트(Sophie Stewart, 1908년 3월 5일 ~ 1977년 6월 6일)는 영국의 배우이다.

## 영화
- 화성에서 온 악녀 (1954년)
- 카벨 수녀 이야기 (1939년)
- 스칼렛 핌퍼넬 2 (1938년)
- 기적을 만드는 사나이 (1937년)
- 허 라스트 어페어 (1936년)
- 다가올 세상 (1936년) - 카벨 부인 역
- 당신 좋으실 대로 (1936년) - 실리아 역